# Tutu (album)
Tutu è un album di Miles Davis pubblicato nel 1986, che raggiunse la prima posizione nella classifica Jazz Albums statunitense e che nel 1987 fece vincere a Davis il Grammy Award for Best Improvised Jazz Solo.
Il titolo dell'album è un omaggio all'arcivescovo sudafricano Desmond Tutu. L'album uscì due anni dopo il conferimento del premio Nobel al prelato (1984), quando ancora l'Apartheid non era stato abbattuto; l'arcivescovo fece pervenire a Davis un messaggio di ringraziamento con il quale si felicitava della sua attenzione alla causa.

## Il disco
Tutu avrebbe in origine dovuto essere realizzato in collaborazione con Prince, ma il piano non si realizzò (questo benché alcune influenze dell'artista di Minneapolis si possano sentire nell'album). Grazie anche all'apporto di Marcus Miller, che scrisse le canzoni, suonò quasi tutti gli strumenti, scrisse gli arrangiamenti e funse da produttore, la strumentazione di Tutu è quasi completamente elettronica. Fa eccezione Backyard Ritual, che fu scritta, arrangiata, suonata e co-prodotta da George Duke.
Full Nelson, un gioco di parole sul titolo dello standard Half Nelson, è un omaggio all’artista Prince, il cui vero nome è Prince Roger Nelson. Perfect Way è una cover di un brano degli Scritti Politti.

## Tracce
1. Tutu – 5:16
2. Tomaas – 5:38
3. Portia – 6:19
4. Splatch – 4:47
5. Backyard ritual – 4:49
6. Perfect way – 4:35
7. Don't lose your mind – 5:50
8. Full Nelson – 5:06

## Formazione
- Miles Davis - tromba
- Marcus Miller - Altri strumenti su tutte le tracce tranne Backyard Ritual (basso)
- Jason Miles - programmazione sintetizzatori
- Paulinho da Costa - percussioni in Tutu, Portia, Splatch, Backyard Ritual
- Adam Holzman - sintetizzatore in Splatch
- Steve Reid - percussioni aggiuntive in Splatch
- George Duke - Altri strumenti tranne percussioni, basso e tromba in Backyard Ritual
- Omar Hakim - percussioni e batteria in Tomaas
- Bernard Wright - sintetizzatori aggiuntivi in Tomaas e Don't Lose Your Mind
- Michał Urbaniak - violino elettrico in Don't Lose Your Mind
- Jabali Billy Hart - batteria, bongo